# جيمس دين
جيمس بايرون دين (8 فبراير 1931 - 30 سبتمبر 1955) كان ممثلا أمريكيا. يعتبر رمزا ثقافيا لخيبة أمل المراهقة، التي صورها في فيلمه الأشهر متمرد بلا سبب سنة 1955، و الذي يصور قصة في لوس أنجلوس عن مراهق مسبب للمشاكل أو بالأحرى «متمرد» اسمه جيم ستارك. حصل دين على النجومية والشهرة بأدائه بطولة ثلاثة أفلام فقط. وفاته المفاجئة في حادث مروري جعلته من أساطير هوليوود.
كان جيمس دين أول من حصل على ترشيح لـ«جائزة أوسكار غيبية» أو «جائزة أوسكار بعد الوفاة» لأفضل ممثل في دور رئيسي. وما يزال حتى الآن الممثل الوحيد في تاريخ هوليوود الذي رشح مرتين لجائزة أوسكار بعد وفاته.
في سنة 1999، صنف معهد الفيلم الأمريكي جيمس دين في المرتبة الثامنة عشرة لأفضل ممثل في لائحة معهد الفيلم الأمريكي "100 عام و100 ممثل".

## نشأته
ولد جيمس دين بتاريخ 8 فبراير 1931. والده وينتون دين وأمه ميلدريد ويلسون وهو الابن الوحيد لهما. بعد 6 سنوات ترك والده مهنته كمزارع ليدخل في مجال صناعة الأسنان الصناعية. بعدها انتقل دين وأسرته إلى سانتا مونيكا في كاليفورنيا.
وفقا للباحث مايكل دي أنجيليس فإن جيمس كان قريبا جدا من أمه، حيث كانت «الشخص الوحيد القادر على فهمه». التحق دين بمدرسة عامة بمدينة برينتوود حتى توفيت أمه بسبب مرض السرطان عندما كان بعمر التاسعة.
بسبب عدم قدرته على الإعتناء بابنه، أرسله والده للعيش عند أخته (عمة جيمس) وزوجها في مزرعتهما بمدينة فيرمونت. وقد ترعرع في جمعية الأصدقاء الدينية. في الثانوية، كان دين طالبا معروفا، حيث لعب في فريق للبيسبول وفريق لكرة السلة وكذلك درس الدراما.
بعد تخرجه من الثانوية عاد جيمس لكاليفورنيا رفقة كلب بيجل يدعى ماكس ليعيش مع والده وزوجة والده. ثم التحق بكلية سانتا مونيكا ليدرس القانون. ثم انتقل لجامعة كاليفورنيا لمدة نصف سنة (فصل دراسي واحد). ثم غير دراسته ليدرس الدراما مما سبب نفورا من والده. و بينما هو يدرس بالجامعة تم اختياره من بين 350 شخصا ليلعب دور مالكوم في مسرحية مكبث. في ذلك الوقت كان جيمس يعمل أيضا في ورش عمل مع الممثل جيمس وايتمور. في يناير 1951 ترك جيمس الجامعة نهائيا ليبدأ مسيرته كممثل متفرغ.

## سيرته المهنية كممثل

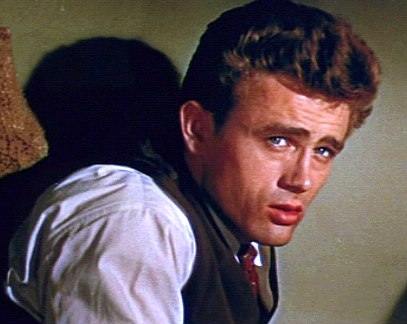
جيمس دين في فيلم "شرق عدن"

أول ظهور تلفزيوني لجيمس كان عام 1950 في إعلان تجاري لشركة المشروبات الغازية بيبسي. ثم مثل ثلاثة أدوار ثانوية صامتة في ثلاثة أفلام. وتكلم مرة واحدة في فيلم واحد منها وهو فيلم انظر، بحار، من إنتاج باراماونت و تمثيل دين مارتن وجيري لويس.
اشتغل دين أيضا كعامل في موقف للسيارات تابع لإذاعة سي بي إس. أثناء عمله هناك التقى بالمصادفة بمخرج برامج الراديو روجر براكت، الذي عرض عليه المساعدة في مسيرته المهنية وأيضا قدم له مكانا للإقامة.
في أكتوبر 1951، متبعا نصيحة الممثل جيمس وايتمور و روجر براكت، انتقل دين لمدينة نيويورك حيث عمل هناك لبرنامج ترفيهي يدعى اِسبق الساعة. وظهر أيضا في عدة حلقات لبرنامج تلفزيوني تابع لإس بي إس قبل قبوله في «استوديو الممثلين» ليدرس قواعد التمثيل على يد لي ستراسبرغ. ومفتخرا بإنجازه في تلك الفترة كتب دين في رسالة لعائلته: «أفضل مدرسة للمسرح، إنها تضم أشخاصا رائعين مثل مارلون براندو، جولي هاريس، آرثر كينيدي، ميلدريد دنكوك ... قليل من الأشخاص قبلوا فيها ... إنها أفضل شيء قد يحصل لممثل. أنا من أصغر الذين يدرسون فيها»

### شرق عدن
في سنة 1953، كان المخرج إليا كازان يبحث عن ممثل ليلعب الدور العاطفي المعقد لشخصية كال تراسك من رواية شرق عدن للكاتب المعروف جون ستاينبيك. الرواية تعرض قصة عائلة تراسك وعائلة هاميلتون على مدار ثلاثة أجيال، مركزة بالتحديد على حياة الجيلين الأخيرين من نصف القرن 19 حتى التسعينيات. لكن خلافا للكتاب عرض سيناريو الفيلم قصة كال تراسك فقط. رغم أن تراسك بدا في البداية منعزلا و مضطربا عاطفيا أكثر من أخيه التوأم آرون، لكن قريبا ما بدا أنه أكثر انفتاحا، أكثر دهاء، و حتى أكثر ذكاء من والده.
قبل أن يقوم جيمس بتأدية دور كال، قال المخرج إليا كازان أنه يريد ممثلا «شبيها ببراندو»، لكن كاتب السيناريو اقترح جيمس من أجل الدور. عندما التقى مؤلف الرواية ستاينبيك بجيمس لم يحب شخصية ومزاج هذا الممثل الشاب. لكنه قال بأنه ممتاز من أجل تأدية هذا الدور بالذات. بدأ دين العمل في الفيلم في 8 أبريل 1954. حيث ترك نيويورك وتوجه إلى لوس أنجلوس ليبدأ التصوير.
تلقى دين أول «ترشيح غَيبي» لأفضل ممثل في دور رئيسي لدوره في الفيلم. وهذا الترشيح يعتبر أول ترشيح غيبي رسمي في تاريخ جوائز الأوسكار. (سابقا، رشحت جين إيجلز بشكل غير رسمي لأفضل ممثلة في 1929، آنذاك كانت قوانين الإختيار مختلفة.)

### متمرد بلا سبب
حصل دين بسرعة على دور في فيلم متمرد بلا سبب من إخراج نيكولاس راي. الفيلم الذي أثبت أنه سيكون له شعبية كبيرة بين المراهقين. وهو أيضا تصوير دقيق لفترة المراهقة والقلق من سن المراهقة عند الآباء. و قد شارك في بطولة الفيلم ممثلون شباب مثل ناتالي وود، سال مينيو، و دينيس هوبر.

### العملاق
صدر فيلم عملاق سنة 1956 بعد وفاة جيمس. و قد حصل فيه على دور ممثل مساعد لبطلة الفيلم إليزابيث تايلور والممثل روك هودسون. و قد كان هذا بناء على رغبته ليتجنب حصوله على أدوار مشابهة لأدوار سابقة له مثل دوري جيم ستارك و كال تراسك.
فيلم عملاق كان آخر أفلام جيمس دين. وفي نهاية الفيلم كان من المفترض أن يلقي بخطاب وهو مخمور في مأدبة. وكانت رغبة دين هي أن يجعل المشهد أكثر واقعية، بأن يكون ثملا أثناء تصوير المشهد. لكنه توفي قبل ذلك.
سنة 1956، حصل جيمس دين على ترشيح غيبي ثان (ترشيح بعد الوفاة) لجائزة الأوسكار لأفضل ممثل في دور رئيسي في فيلم عملاق.
بعد سنوات من عرض هذا الفيلم، أبدى مخرجه (جورج ستيفنس) أسفه لانه لم يعط لجيمس دين حرية أكبر لادائه دوره. الا انه استطاع ان يقف امام اثنين من عمالقة الشاشة الكبيرة وهما : روك هدسون واليزابيث تايلور .

## العلاقات الشخصية

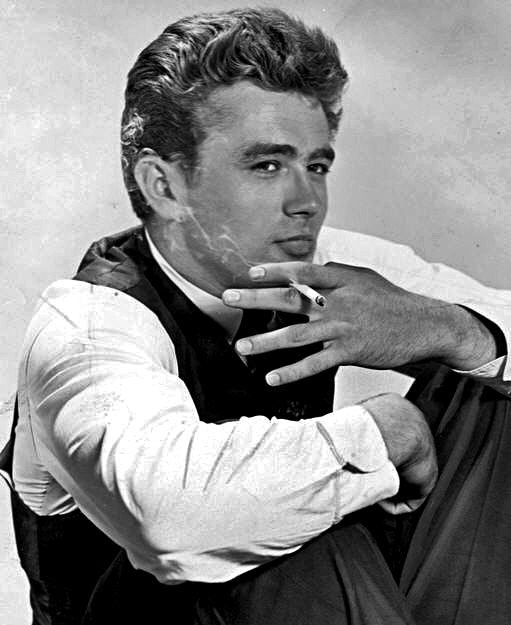
جيمس سنة 1955

كان كاتب السيناريو ويليام باست من أقرب أصدقاء دين، و هذا ما أكدته عائلته. ووفقا لأول سيرة ذاتية له فإن باست كان زميله في السكن في جامعة كاليفورنيا. و قد عرفه في نيويورك طوال خمس سنوات.
بعد خمسين سنة من وفاة جيمس، قال ويليام أن صداقته مع جيمس قد تضمنت بعض الحميمية الجنسية. لكن باست كان قد قال سابقا: «جيمي كان هاويا، لكنه كان يتعلم عن طريق التجارب، لكن كونه شاذا؟ هذا سخيف.»
بينما كان جيمس في جامعة كالفورنيا، كان على علاقة مع الممثلة بيفرلي ويلز. و أيضا مع جانيت لويس زميلته في الفصل. كان جيمس لمدة على علاقة مزدوجة معهما. في البداية كانت ويلز على علاقة سرية بجيمس، لكنهما لاحقا أخبرا باست: «بيل، هناك شيء يجب أن نخبرك به، إنه جيمي و أنا، أعني، نحن واقعون في الحب.»
لاحقا كان جيمس على علاقة مع ممثلة إيطالية شابة تدعة بيير أنجيلي، التي قابلها عندما كانت تصور أحد أفلامها. و في مقابلة لها بعد أربعين سنة من انتهاء علاقتهما، قالت أنجيلي: «اعتدنا الذهاب إلى ساحل كاليفورنيا و البقاء هناك بشكل سري بعيدا عن المتطفلين، كنا نقضي الكثير من وقتنا في الشاطئ، ماكثين هناك نمرح مثل الأطفال، كنا نتكلم عن أنفسنا و عن مشاكلنا، كنا نتكلم عن الأفلام و التمثيل، عن الحياة و الحياة الآخرة. كنا نفهم بعضنا البعض، كنا مثل روميو وجولييت، كنا متلازمين، كنا نحب بعضنا البعض لدرجة أننا كنا نريد عبور البحر لأننا عرفنا حينها أننا لن نفترق أبدا.»
أما مخرج فيلم شرق عدن، إيليا كازان، فقد نفى أن دين كان يستطيع أن ينجح مع أي امرأة. على الرغم من أنه يتذكر سماعه لجيمس و أنجيلي يمارسان الحب بشكل مرتفع في غرفة جيمس. و في 1997، تم إنتاج فيلم تلفزيوني بعنوان سباق مع القدر، عن قصة حقيقية حول علاقة دين و أنجيلي. و قد تم تصوير الفيلم في الموقع الذي «عاش فيه و أحب فيه» حتى موته.
كثير من العوامل أرغمتهما على الإفتراق على الرغم من حبهما القوي. حيث أن أم أنجيلي لم تحب بعض الأشياء في دين، مثل الملابس التي كان يرتديها، تصرفه الغريب، مواعيده المتأخرة، قيادته للسيارات السريعة، و حقيقة أنه لم يكن كاثوليكيا. و قالت أن مثل هذه التصرفات غير مقبولة في إيطاليا. و قد حاولوا في استوديوهات مترو غولدوين ماير، حيث يعمل جيمس، إقناعه بعدم الزواج. و جيمس بنفسه قال لأنجيلي أنه لا يريد الزواج.
بعد انتهائه من تصوير فيلم شرق عدن، قام برحلة قصيرة لنيويورك في أكتوبر 1954. و بينما هو هناك، أعلنت انجيلي خطبتها لمغني إيطالي يدعى فيك ديمون. الشيء الذي فاجئ الصحافة و أغضب دين. و قد تزوجا في الشهر التالي، بعض الإشاعات تقول أن دين شاهد الزفاف من بعيد.
البعض مثل الكاتب (ويليام باست) و كاتب سيرة جيمس (بول ألكسندر) قالا بأنهما يعتقدان أن العلاقة كانت مجرد دعاية.

## وفاته

### الحادث
في 30 سبتمبر 1955، كان دين في مسابقة سيارات سريعة في هوليوود بسيارته من نوع بورشه (Porsche 550 Spyder)، و كان جيمس قاصدا مدينة ساليناس خلف سيارة أخرى خاصة به كان يقودها صديقه بيل هيكمان رفقة المصور المحترف سانفورد روث.
بحلول الثالثة مساء، تم إيقاف دين من قبل دورية الشرطة، جنوب مدينة بيكرسفيلد، بسبب القيادة بسرعة 65 ميلا في الساعة (105 كيلومتر في الساعة) في منطقة 55 ميلا في الساعة. هيكمان الذي كان خلف دين في سيارته حصل على مخالفة أيضا، بعد ذلك قام جيمس و هيكمان بتغيير الطريق و استخدما طريقا مختصرة للسيارات السريعة المتوجهة لمدينة ساليناس. أثناء الطريق توقف جيمس لمدة قصيرة فقط ليلتقي بمنافسيه في السباق لانس ريفنتلو و بروس كيسلير، اللذان كانا متوجهين بدورهما لمدينة ساليناس من أجل السباق. و اتفقوا جميعا أن يتلقوا لتناول العشاء في مدينة باسو روبليس.

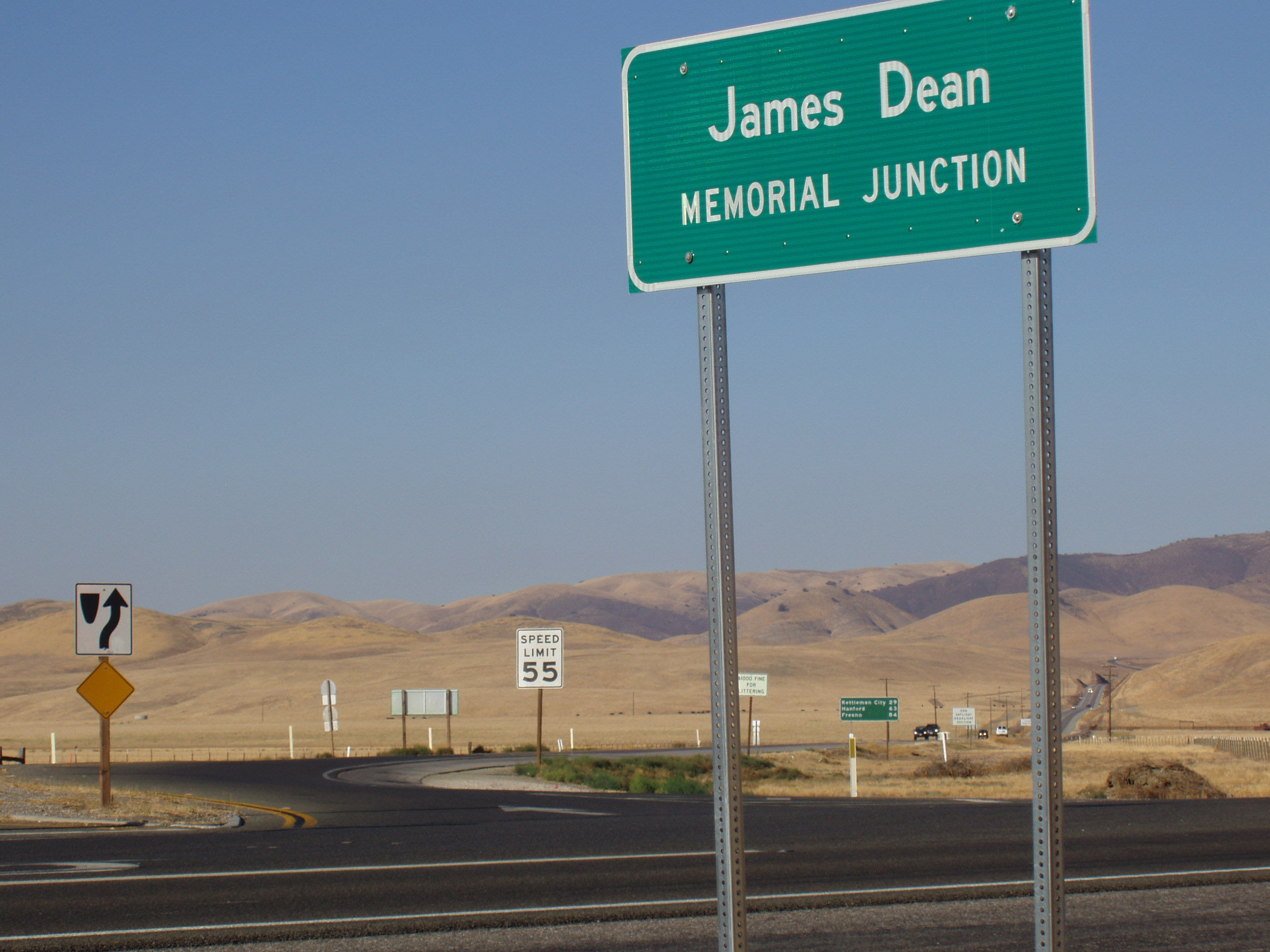

قرابة الساعة 5:15 صباحا، دين و هيكمان يتركان زاوية بلاك ويلس متوجهين غربا على الطريق 466 نحو مدينة باسو روبليسن. بعدها انطلق دين مسرعا بسيارته و مخلفا صديقه وراءه. و قرابة الساعة 5:45 لاحظ دين سيارة من نوع فورد 1949 (Ford Tudor coupe) متوجهة شرقا على أقصى سرعة. عرف دين أن حادثا على وشك الوقوع. و كونه متسابق سيارات حاول أن يناور دون خفض سرعته، لكن لم يكن هناك متسع من الوقت أو الفراغ. تصادمت السيارتان و انقلبت سيارة دين في السماء و سقطت على منحدر صخري. توفي دين بسبب كسر في رقبته.

### النصب التذكاري

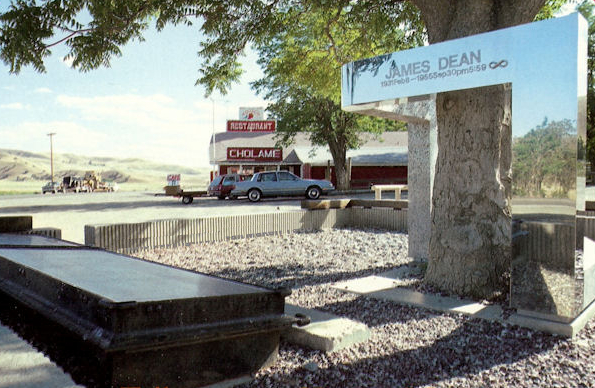
النصب التذكاري، توفي دين على بعد ميل واحد من هذه الشجرة

دفن جيمس دين في مقبرة بمدينة فيرمونت، على بعد أقل من ميل من المكان الذي ترعرع فيه.
و سنة 1977، تم بناء نصب تذكاري له في مدينة شولام، حول شجرة أيلنط كانت تنمو أمام مكتب إداري. تم صنع هذا النصب في اليابان باستخدام فولاذ مقاوم للصدأ، و قد تم الإنتهاء من صنعه بفضل تبرعات أحد رجال الأعمال الذي كان معجبي جيمس المخلصين سيتا أونيشي.
و في 30 سبتمبر 2005، و إحياء لذكرى جيمس، أصبح الطريق السريع 46 و 41 منعطفاً تذكاريا تخليدا لذكرى جيمس. (خريطة لموقع النصب التذكاري 35°44′5″N 120°17′4″W / 35.73472°N 120.28444°W)

## أفلامه
| السنة | العنوان                 | الدور                   | الملاحظات |
| ----- | ----------------------- | ----------------------- | --- |
| 1951  | حراب ثابتة              | دوغي                    | |
| 1952  | حذار، صياد              | الملاكم الثاني          | |
| 1952  | هل رأى أحدكم غيل خاصتي؟ | الشاب عند نافورة الصودا | |
| 1953  | مشاكل على طول الطريق    | دور إضافي               | |
| 1955  | شرق عدن                 | كال تراسك               | ترشح - جائزة الأوسكار لأفضل ممثل ترشح - جائزة البافتا لأفضل ممثل في دور رئيسي ترشح - جائزة جوسي لأفضل ممثل أجنبي |
| 1955  | متمرد بلا سبب           | جيم ستارك               | ترشح - جائزة البافتا لأفضل ممثل في دور رئيسي                                                                     |
| 1956  | ضخم                     | جيت رينك                | جائزة غولدن غلـوب ترشح - جائزة الأوسكار لأفضل ممثل                                                               |

## روابط خارجية
- جيمس دين على موقع IMDb (الإنجليزية)
- جيمس دين على موقع الموسوعة البريطانية (الإنجليزية)
- جيمس دين على موقع روتن توميتوز (الإنجليزية)
- جيمس دين على موقع مونزينجر (الألمانية)
- جيمس دين على موقع قاعدة بيانات الأفلام العربية
- جيمس دين على موقع ألو سيني (الفرنسية)
- جيمس دين على موقع ميوزك برينز (الإنجليزية)
- جيمس دين على موقع تيرنر كلاسيك موفيز (الإنجليزية)
- جيمس دين على موقع أول موفي (الإنجليزية)
- جيمس دين على موقع قاعدة بيانات برودواي على الإنترنت (الإنجليزية)